# Irisdiagnostik

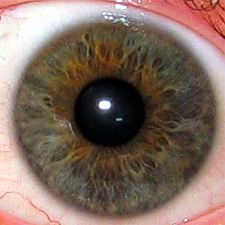
Ögats regnbågshinna

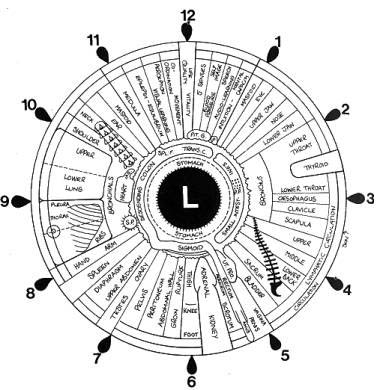

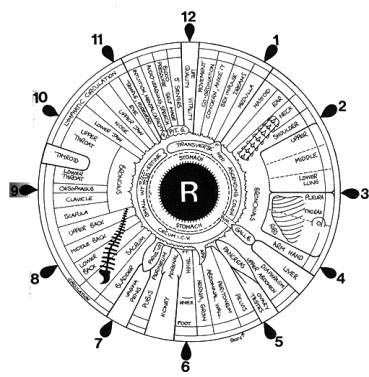

Irisdiagnostik, anses vara en pseudovetenskaplig metod att via ögats regnbågshinna avläsa kroppsorganens funktioner och eventuella funktionsstörningar. Olika organ och kroppsdelar anses motsvaras av bestämda delar av iris, med pariga sådana representerade i samma sidas iris. Man anser sig kunna se tecken (missfärgningar med mera) som visar om svaghet föreligger i något organ eller någon kroppsdel. 
Tecknen består och anses därför vara bilden av vilken konstitution personen har, det vill säga vilka arvsanlag och svagheter personen har mentalt och kroppsligt. Det kan enligt användarna då brukas för att förebygga och förstå mentala och kroppsliga tillstånd hos en patient.

## Ögondiagnostik
Metoden har utvidgats till ögondiagnostik, där undersökaren även får diagnostisk information genom att betrakta ögonvitor, hornhinnor och ögonlock. Förespråkarna för irisdiagnostiken anser att varje organ har en nerv som är kopplad till iris. Därav anser de sig kunna dra slutsatsen att varje sjukdom når iris via dessa långa så kallade ciliarnerverna, vilkas påverkan då skall åstadkomma förändringar i iris stromaskikt. Dessa förändringar av varierande färg och form har allesammans olika betydelse när man ställer en diagnos, enligt utövarna. Det finns inga vetenskapliga belägg för att det skulle finnas några nerver eller andra biologiska system som förbinder kroppens alla organ med iris.

## Upphov
Den moderna irisdiagnostikens egentliga upphovsman är den österrikisk-ungerske läkaren Dr. Ignaz von Peczely. I Sverige har metoden en känd företrädare i Robert Uitto.
Dr. von Peczely utvecklade en iristopografi, där varje organ har sin bestämda plats, höger kroppshalva i högra ögat och vänster kroppshalva vänstra ögat, huvudet i övre delen och benen i nedre delen av ögonen.